# Doris (1927)
Doris (Q135) – francuski okręt podwodny z okresu międzywojennego i II wojny światowej, jedna z czterech jednostek typu Circé. Okręt został zwodowany 25 listopada 1927 roku w stoczni Schneider w Chalon-sur-Saône, a do służby w Marine nationale wszedł w 1930 roku. Jednostka pełniła służbę na Morzu Śródziemnym i wzięła udział w kampanii norweskiej. 9 maja 1940 roku „Doris” została zatopiona u wybrzeży Holandii przez niemiecki okręt podwodny U-9.

## Budowa
„Doris” zamówiona została na podstawie programu rozbudowy floty francuskiej z 1922 roku. Należała do typu Circé, który charakteryzował się wysoką manewrowością i silnym uzbrojeniem, lecz ujemnymi cechami były zbyt długi czas zanurzenia i ciasnota wnętrza, powodujące trudności w obsłudze mechanizmów okrętowych przez załogę.  
„Doris” zbudowana została w stoczni Schneider w Chalon-sur-Saône. Stępkę okrętu położono w lipcu 1923 roku, został zwodowany 25 listopada 1927 roku, a do służby w Marine nationale przyjęto go w 1930 roku. Jednostka otrzymała numer burtowy Q135.

## Dane taktyczno–techniczne
„Doris” była średniej wielkości okrętem podwodnym o konstrukcji dwukadłubowej. Długość całkowita wynosiła 62,48 metra, szerokość 6,2 metra i zanurzenie 3,99 metra. Wyporność w położeniu nawodnym wynosiła 615 ton, a w zanurzeniu 776 ton. Okręt napędzany był na powierzchni przez dwa dwusuwowe silniki wysokoprężne Schneider-Carels o łącznej mocy 1250 koni mechanicznych (KM). Napęd podwodny zapewniały dwa silniki elektryczne o łącznej mocy 1000 KM. Dwuśrubowy układ napędowy pozwalał osiągnąć prędkość 14 węzłów na powierzchni i 7,5 węzła w zanurzeniu. Zasięg wynosił 3500 Mm przy prędkości 9 węzłów w położeniu nawodnym oraz 75 Mm przy prędkości 5 węzłów pod wodą. Zbiorniki paliwa mieściły 60 ton oleju napędowego, a energia elektryczna magazynowana była w bateriach akumulatorów typu D liczących 140 – 144 ogniwa. Dopuszczalna głębokość zanurzenia wynosiła 80 metrów, a autonomiczność 20 dób.
Okręt wyposażony był w 7 wyrzutni torped kalibru 550 mm: dwie wewnętrzne i dwie zewnętrzne na dziobie, jedną wewnętrzną na rufie oraz jeden podwójny obrotowy zewnętrzny aparat torpedowy za kioskiem, z łącznym zapasem 13 torped. Uzbrojenie artyleryjskie stanowiło działo pokładowe kal. 75 mm M1925 L/35 oraz dwa karabiny maszynowe kal. 8 mm (2 x I).
Załoga okrętu składała się z 3 oficerów oraz 38 podoficerów i marynarzy.

## Służba
W momencie wybuchu II wojny światowej okręt pełnił służbę na Morzu Śródziemnym, będąc jednostką flagową 13. dywizjonu 5. eskadry 1. Flotylli okrętów podwodnych stacjonującej w Tulonie. Dowódcą jednostki był w tym okresie kpt. mar. J.E.M. Favreul. Do 15 stycznia 1940 roku okręt był remontowany w La Ciotat. 28 marca 1940 roku „Doris” (wraz z bliźniaczymi „Circé”, „Calypso” i „Thétis”) wyszła z Oranu w konwoju 17.R, udając się przez Cieśninę Gibraltarską do Brestu. Następnie jednostki udały się do Harwich, by wspomóc Brytyjczyków w kampanii norweskiej („Doris” przybyła do portu w dniu 14 kwietnia). 19 kwietnia okręt wyszedł na pierwszy patrol, który trwał do 25 kwietnia. Po dokonaniu drobnych napraw, 6 maja okręt udał się na patrol pod Texel. 9 maja 1940 roku o godzinie 0:14 płynąca na powierzchni jednostka została trafiona torpedą G7a wystrzeloną z dowodzonego przez por. mar. Wolfganga Lütha okrętu podwodnego U-9. „Doris” zatonęła w ciągu minuty na pozycji 52°48′N 3°49′E/52,800000 3,816667, pociągając za sobą śmierć 45 członków załogi (w tym trzech marynarzy Royal Navy).

## Wrak
Wrak okrętu został odkryty przez holenderskich nurków w 2003 roku. 16 lipca 2004 roku w miejscu zatopienia „Doris” odbyła się ceremonia ku czci poległych marynarzy, z udziałem francuskiego patrolowca „Pluvier” i holenderskiego okrętu podwodnego „Dolfijn”.